# Kozlovka (Tsjoevasjië)
Kozlovka (Russisch: Козловка; Tsjoevasjisch: Куславкка, Koeslavkka) is een stad in Russische republiek Tsjoevasjië. De stad ligt op de rechteroever van de rivier de Wolga. Kozlovka verkreeg zijn stadsstatus in 1967.

## Ligging
De stad ligt ongeveer 95 km ten zuidoosten van de hoofdstad van de republiek Tsjeboksary aan de rechteroever van de Wolga, tegenover de stad Volzjsk in de republiek Mari El.
Het ligt op 9 km van de federale snelweg Kazan - Nizjni Novgorod. De afstand tot Kazan is in rechte lijn 54 km, over de weg 81 km.
Koslovka is bestuurlijk centrum van het gelijknamige rayon.

## Geschiedenis
Het dorp Koslovka ontstond in de 2e helft van de 17e eeuw, het kreeg in 1938 de status nederzetting met stedelijk karakter en in 1967 stadsrechten.

### Bevolkingsontwikkeling
| jaar | aantal inwoners |
| ---- | --------------- |
| 1939 | 5.710           |
| 1959 | 9.363           |
| 1970 | 11.655          |
| 1979 | 11.871          |
| 1989 | 12.708          |
| 2002 | 13.054          |
| 2010 | 10.359          |
| 2017 | 9.058           |

## Afbeeldingen

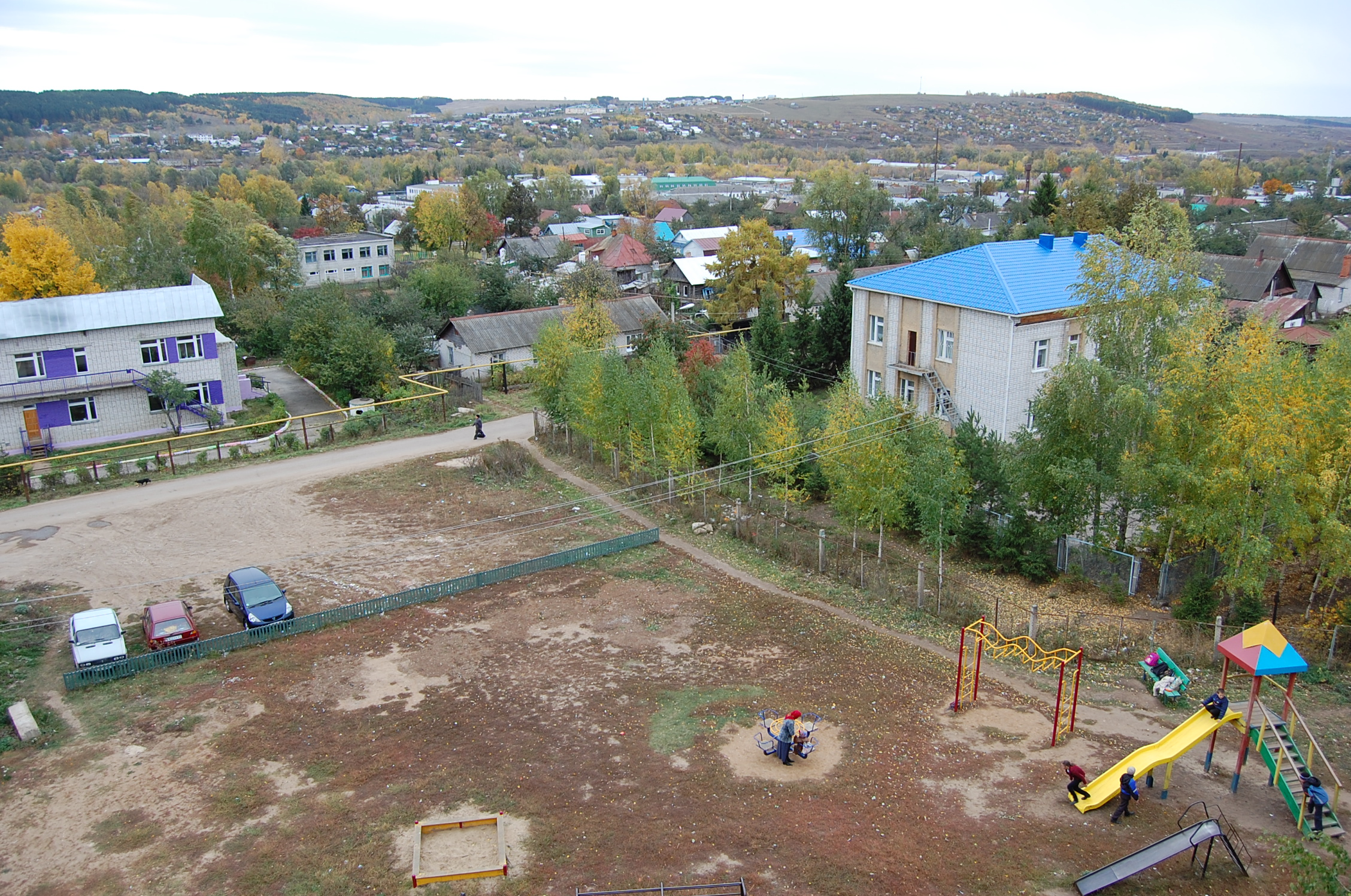
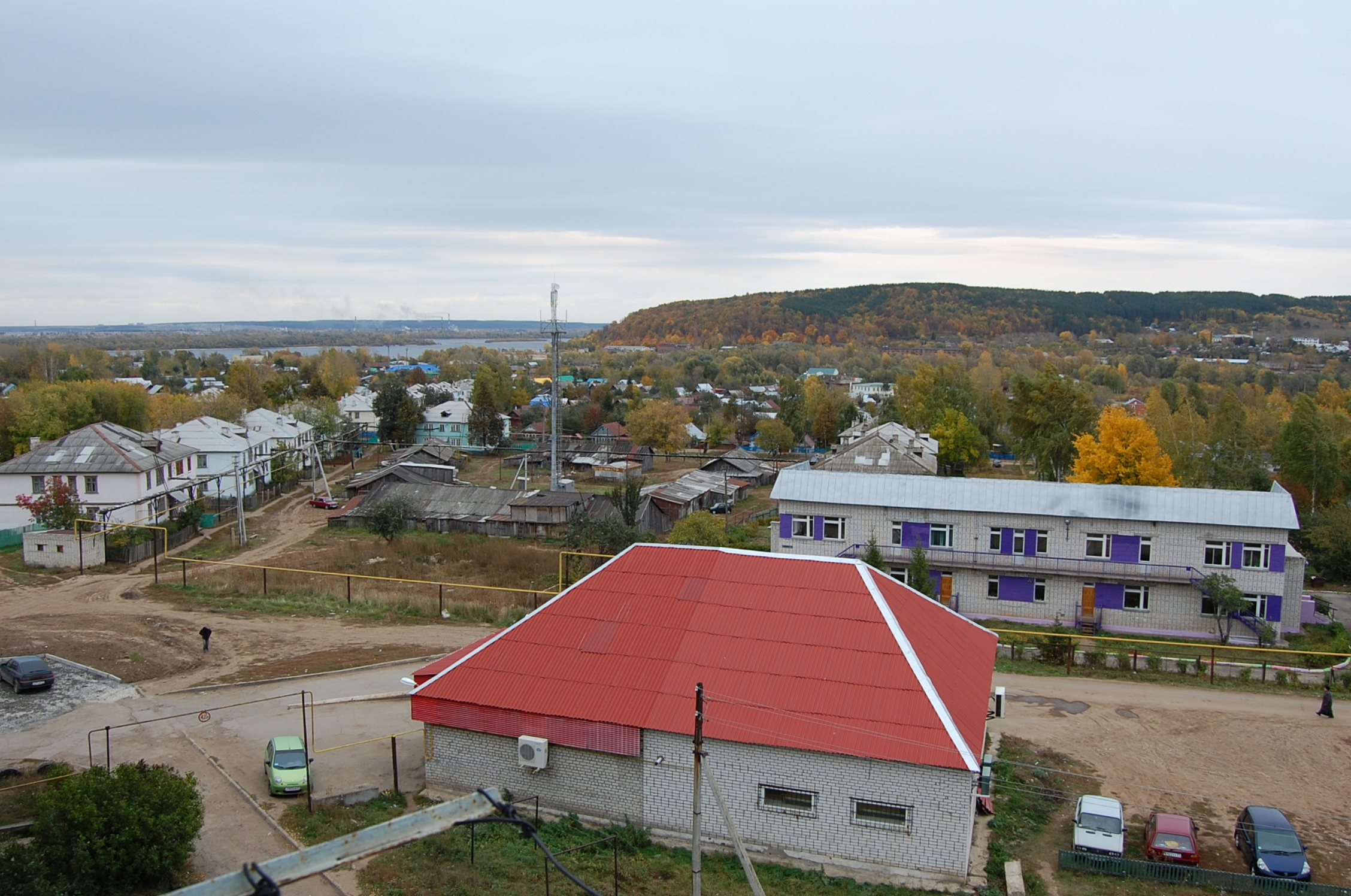
Zicht op de Wolga
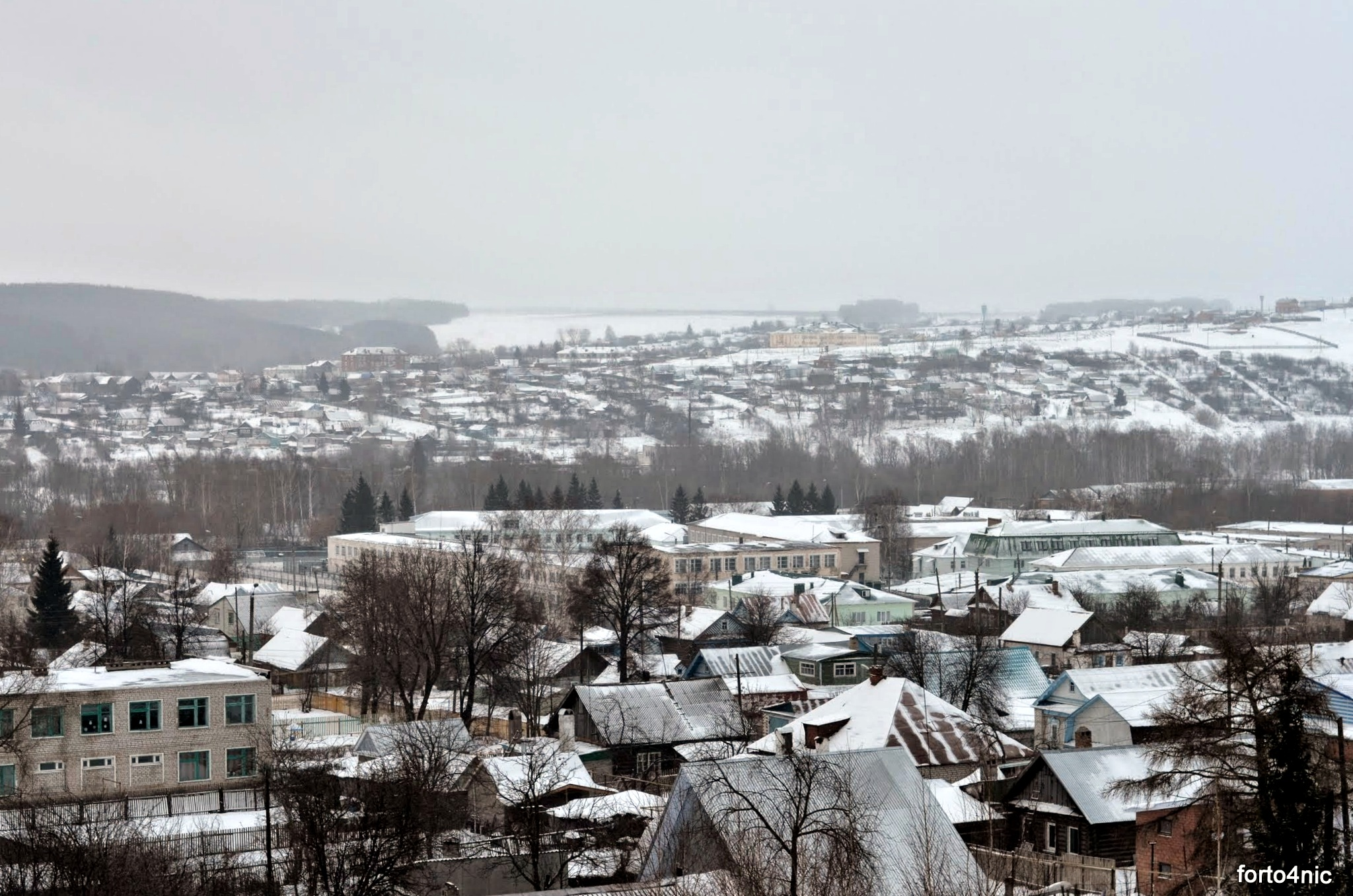
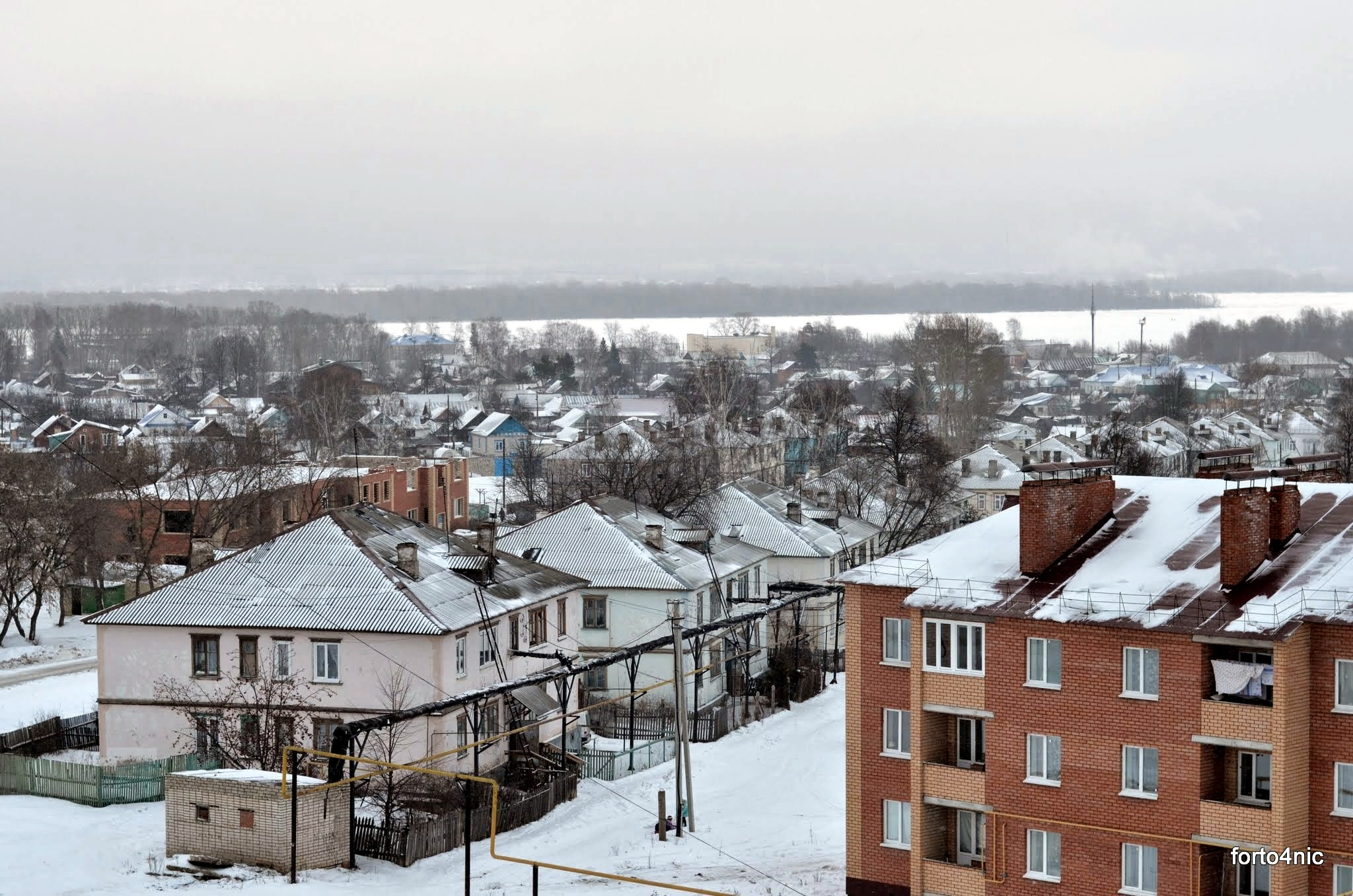